# Саут-Бенд
Саут-Бенд (англ. South Bend) — місто (англ. city) в США, в окрузі Сент-Джозеф штату Індіана. Населення — 103 453 особи (2020).

## Географія
Саут-Бенд розташований за координатами 41°40′37″ пн. ш. 86°16′9″ зх. д. / 41.67694° пн. ш. 86.26917° зх. д. (41.676850, -86.269043). За даними Бюро перепису населення США в 2010 році місто мало площу 108,46 км², з яких 107,38 км² — суходіл та 1,08 км² — водойми.

### Клімат
| Клімат : Саут-Бенд                      | Клімат : Саут-Бенд | Клімат : Саут-Бенд | Клімат : Саут-Бенд | Клімат : Саут-Бенд | Клімат : Саут-Бенд | Клімат : Саут-Бенд | Клімат : Саут-Бенд | Клімат : Саут-Бенд | Клімат : Саут-Бенд | Клімат : Саут-Бенд | Клімат : Саут-Бенд | Клімат : Саут-Бенд | Клімат : Саут-Бенд |
| Показник                                | Січ.               | Лют.               | Бер.               | Квіт.              | Трав.              | Черв.              | Лип.               | Серп.              | Вер.               | Жовт.              | Лист.              | Груд.              | Рік                |
| Абсолютний максимум, °C                 | 20,0               | 23,3               | 29,4               | 32,8               | 35,6               | 41,1               | 42,8               | 40,6               | 37,2               | 33,3               | 27,8               | 21,1               | 42,8               |
| Середній максимум, °C                   | −0,1               | 2,0                | 8,3                | 15,5               | 21,3               | 26,6               | 28,5               | 27,4               | 23,6               | 16,7               | 9,2                | 1,9                | 15,1               |
| Середній мінімум, °C                    | −7,8               | −6,3               | −1,8               | 3,8                | 9,3                | 14,9               | 17,4               | 16,6               | 12,1               | 6,0                | 0,8                | −5,2               | 5,0                |
| Абсолютний мінімум, °C                  | −30                | −28,9              | −25                | −11,7              | −4,4               | 1,7                | 5,6                | 4,4                | −1,7               | −11,1              | −21,7              | −27,8              | −30                |
| Норма опадів, мм                        | 58                 | 50                 | 61                 | 82                 | 97                 | 96                 | 102                | 96                 | 90                 | 84                 | 83                 | 66                 | 964                |
| Днів з опадами                          | 15,7               | 11,8               | 12,7               | 13,2               | 12,3               | 10,3               | 9,5                | 9,9                | 9,9                | 10,9               | 13,4               | 15,8               | 145,4              |
| Днів зі снігом                          | 13,1               | 9,2                | 5,3                | 1,7                | 0                  | 0                  | 0                  | 0                  | 0,1                | 0,4                | 3,6                | 10,9               | 44,3               |
| --------------------------------------- | ------------------ | ------------------ | ------------------ | ------------------ | ------------------ | ------------------ | ------------------ | ------------------ | ------------------ | ------------------ | ------------------ | ------------------ | ------------------ |
| Джерело: The Weather Channel (extremes) |                    |                    |                    |                    |                    |                    |                    |                    |                    |                    |                    |                    |                    |

## Демографія
Згідно з переписом 2010 року, у місті мешкало 101 168 осіб у 39 760 домогосподарствах у складі 23 526 родин. Густота населення становила 933 особи/км². Було 46324 помешкання (427/км²).
Расовий склад населення:
| - 60,5 % — білих - 26,6 % — чорних або афроамериканців - 1,3 % — азійців - 0,5 % — корінних американців - 0,1 % — вихідців з тихоокеанських островів - 6,9 % — осіб інших рас |

До двох чи більше рас належало 4,2 %. Частка іспаномовних становила 13,0 % від усіх жителів.
За віковим діапазоном населення розподілялося таким чином: 27,3 % — особи молодші 18 років, 60,2 % — особи у віці 18—64 років, 12,5 % — особи у віці 65 років та старші. Медіана віку мешканця становила 33,3 року. На 100 осіб жіночої статі у місті припадало 93,9 чоловіків; на 100 жінок у віці від 18 років та старших — 89,4 чоловіків також старших 18 років.
Середній дохід на одне домашнє господарство становив 47 844 долари США (медіана — 34 523), а середній дохід на одну сім'ю — 56 076 доларів (медіана — 41 356). Медіана доходів становила 37 354 долари для чоловіків та 31 251 долар для жінок. За межею бідності перебувало 28,3 % осіб, у тому числі 43,1 % дітей у віці до 18 років та 10,8 % осіб у віці 65 років та старших.
Цивільне працевлаштоване населення становило 43 451 осіб. Основні галузі зайнятості: освіта, охорона здоров'я та соціальна допомога — 29,2 %, виробництво — 17,3 %, роздрібна торгівля — 11,7 %, мистецтво, розваги та відпочинок — 10,1 %.

## Економіка
В місті знаходяться штаб-квартира та основні виробничі потужності автовиробника AM General (джипи Hummer H2 та інші).

## Персоналії
- Джордж Сітон (1911-1979) — американський кінорежисер, сценарист, продюсер.